# Ofensiva sobre o Crescente Petrolífero (2018)
A Ofensiva sobre o Crescente Petrolífero foi uma ofensiva ocorrida durante a Segunda Guerra Civil Líbia lançada em 14 de junho de 2018 e travada concomitantemente com a Batalha de Derna.  As milicias atacantes capturaram Ras Lanuf e al-Sidra, antes que o Exército Nacional Líbio iniciasse uma contra-ofensiva em 17 de junho. Em 21 de junho, o Exército Nacional Líbio reconquistou os territórios perdidos.  Horas depois, os atacantes reivindicaram a captura dessas cidades mais uma vez , mas o Exército Nacional Líbio negou essas alegações, liberando fotos mostrando seus soldados dentro de al-Sidra e Ras Lanuf. 

## Prelúdio
Em setembro de 2016, as milícias do autoproclamado Exército Nacional Líbio, liderado pelo marechal Khalifa Haftar e afiliado ao governo de Tobruk, haviam apreendido primeiramente os distritos de Ras Lanouf e al-Sidra, que formam o "Crescente Petrolífero" líbio. Esta área era anteriormente detida pelos "Guardas das Instalações Petrolíferas", dirigidos por Ibrahim Jadhran, que vinha desafiando os diferentes governos líbios bloqueando as exportações de petróleo por dois anos.
Em 14 de junho de 2018, quase dois anos após sua derrota, Ibrahim Jadhran reaparece e anuncia em um vídeo a criação da "Força de Libertação do Crescente Petrolífero", manifestando sua intenção de retomar as instalações de petróleo e, assim, os combates começam no mesmo dia. A Companhia Nacional de Petróleo da Líbia também atribui o ataque a Ibrahim Jadhran. A Força de Libertação do Crescente Petrolífero reuniria antigos membros dos Guardas das Instalações Petrolíferas e os combatentes das Brigadas de Defesa de Bengazi. Em 21 de junho, Ahmed al-Mesmari, o porta-voz do Exército Nacional Líbio, também declara que 1.000 "mercenários chadianos" participavam dos combates ao lado das forças de Ibrahim Jadhran.
A ofensiva foi lançada enquanto o Exército Nacional Líbio estava engajado na Batalha de Derna. De acordo com Claudia Gazzini, analista do International Crisis Group: "O timing do ataque ao Crescente Petrolífero provavelmente está bastante relacionado à ofensiva sobre Derna. Se Derna cair, o Exército Nacional Líbio se torna a potência incontestável do Leste. Para seus adversários, é necessário romper essa imagem, para mostrar que o imponente Exército Nacional Líbio é na realidade muito fraco e vulnerável”.

## Desenvolvimento
Os combates iniciaram em 14 de junho, ao sul dos terminais de petróleo de Ras Lanouf e al-Sidra. Os confrontos atingiram as duas cidades. A Companhia Nacional de Petróleo anuncia a evacuação de seu pessoal e a cessação das exportações nos portos de Ras Lanouf e al-Sidra. O porta-voz do Exército Nacional Líbio afirma no mesmo dia que os ataques foram repelidos, mas os combates prosseguiam. O Exército Nacional Líbio também possuía a vantagem de dispor de forças aéreas, ao contrário de seus oponentes.
A ofensiva foi condenada pelo Governo de União Nacional, baseado em Trípoli. Fayez al-Sarraj denuncia em um comunicado "um ato que pode ameaçar a segurança e estabilidade do país e reacender a discórdia. [...] Esta escalada irresponsável empurra o país a uma guerra civil". Mas o Governo de Tobruk acusa o Governo de União Nacional de estar "por trás do ataque" e afirma que as "milícias de Ibrahim Jadhran" concluíram uma aliança com as Brigadas de Defesa de Bengazi. Os ataques também são condenados pela Missão de Apoio das Nações Unidas na Líbia, pelos Estados Unidos e pela França. A tribo Magharba, da qual descende Ibrahim Jadhran, também não apoiou a ofensiva.
Em 18 de junho, a Companhia Nacional de Petróleo deplora as "perdas catastróficas" logo depois da destruição de dois reservatórios na refinaria de Ras Lanouf, indicando que após a "perda dos reservatórios de armazenamento n.° 2 e n.° 12 no terminal de Ras Lanouf", a capacidade de armazenamento de Ras Lanouf, que era de 950.000 barris de petróleo bruto, foi doravante reduzida para 550.000 barris e que "reconstruir esses reservatórios pode levar anos, especialmente na atual situação de insegurança. Esse incidente custará centenas de milhões de dólares para a reconstrução e bilhões em termos de perda de oportunidades de vendas". A produção, que era de mais de um milhão de barris por dia, foi reduzida para 450.000 barris. De acordo com o Tesouro dos Estados Unidos, os combates custaram a Líbia 1,4 bilhão de dólares em rendimentos perdidos..
Em 21 de junho, as tropas do marechal Khalifa Haftar lançaram uma contra-ofensiva depois de vários dias de combates intermitentes. A operação foi denominada "Invasão Sagrada". Em poucas horas, o Exército Nacional Líbio recupera vantagem e anuncia ter retomado o controle de dois terminais petrolíferos. As forças de Ibrahim Jadhran são repelidas para o oeste e para o sul.  Em 26 de junho, o Exército Nacional Líbio anuncia o fim das operações militares no Crescente Petrolífero.

## Consequências
No final dos combates, no entanto, o marechal Haftar decidiu não restituir a produção de petróleo à Companhia Nacional de Petróleo (National Oil Company, NOC), cuja sede está estabelecida em Trípoli, mas a uma filial paralela sediada no leste, contrariando assim a um acordo celebrado com o Governo de União Nacional.  Porém as Nações Unidas marcam a sua oposição, bem como os Estados Unidos e os países europeus cujas empresas não estão autorizadas a assinar contratos com o Governo de Tobruk. Em 10 de julho, o marechal Haftar recuou e entregou a gestão dos terminais petrolíferos a Companhia Nacional de Petróleo de Trípoli. 
Em 12 de setembro, os Estados Unidos e o Comité de Sanções para a Líbia do Conselho de Segurança das Nações Unidas adotam sanções contra Ibrahim Jadhran com o congelamento de ativos e a proibição de viagem. 